# Sara y punto
Sara y punto fue un programa de televisión emitido por la cadena española TVE en 1990. 

## Formato
Espacio de variedades, musical y humor conducido por la popular actriz Sara Montiel. En el espacio, Sara, además de hacer entrevistas y dar paso a actuaciones musicales, interpretaba sketches humorísticos, junto a un cuadro de actores que incluía a Paco Racionero, Charo Moreno y Paco Aguilar. Hubo además colaboraciones especiales de cómicos como José Luis López Vázquez, Ana Torrent, Alfonso del Real, Moncho Borrajo, José Carabias o Miguel Rellán y las actuaciones musicales de, por ejemplo, Spandau Ballet, Charles Aznavour, Alberto Cortez y Javier Gurruchaga.